# Alvares (Fluss)
Der Río Alvares ist ein Fluss in Spanien, der durch die autonome Region Asturien fließt. Er entspringt in der Gemeinde Llanera und mündet in der Ría de Avilés in die Kantabrische See. Bedeutenden Nebenflüsse sind der Río l'Escañoriu, der Rio Moriana, der Rio Molleda, der Rio Raíces sowie der Rio Tabaza und der Rio Villa
Der Fluss passiert die Orte Avilés, Trasona, Nubledo, Cancienes, Solís und Alvares.